# 오늘의 경남
《오늘의 경남》은 대한민국의 방송국인 MBC경남의 MBC경남 표준FM에서 평일 저녁 6시 15분부터 저녁 7시까지 방송되는 퇴근길 시사 프로그램이다.

## 진행
- 김혜민